# Marie Tharp
Marie Tharp (Ypsilanti, 30 de julho de 1920 — Nyack, 23 de agosto de 2006) foi uma geóloga e cartógrafa oceanográfica que, em parceria de Bruce Heezen, criou o primeiro mapa científico do fundo oceânico. O trabalho de Tharp revelou a presença da dorsal mesoatlântica e revolucionou o entendimento da deriva continental.

## Vida pessoal
Marie nasceu em Ypsilanti, Michigan. Sua mãe, Bertha, era professora de alemão e latim. Seu pai, William, fazia mapas de classificação do solo para o departamento de agricultura do governo dos Estados Unidos.
Formada pela Universidade de Ohio em 1943 com bacharelado em Língua Inglesa e Música. Posteriormente, recebeu uma graduação em Geologia da Universidade de Michigan antes de obter o mesmo título em Matemática da Universidade de Tulsa enquanto trabalhava como geóloga para a companhia de petróleo Stanolind Oil.

## Carreira
Ao se mudar para Nova Iorque, em 1948, Marie começou a trabalhar no Lamont Geological Laboratory (hoje o Lamont-Doherty Earth Observatory), da Universidade Columbia, inicialmente como técnica em cartografia. Lá, ela conheceu Heezen e ambos trabalharam juntos no uso de fotos aéreas para localizar aviões abatidos na Segunda Guerra Mundial. Em seguida, ambos começaram a trabalhar no mapeamento da topografia do assoalho oceânico. Em seus primeiros 18 anos de colaboração, Heezen coletou dados em navios oceanográficos, como o Vema, enquanto Marie confeccionava os mapas a partir destes dados, já que na época, as mulheres eram excluídas do trabalho a bordo de navios.
Restrita, inicialmente, de fazer pesquisa apenas por seu gênero, em 1965 ela embarcou em uma nova missão de coleta de dados. Marie usou dados independentes de outras missões e institutos oceanográficos, como o navio oceanográfico Atlantis, do Instituto Oceanográfico Woods Hole e dados sísmicos coletados de tremores submarinos. Seu trabalho com Heezen foi a primeira tentativa de mapear todo o assoalho oceânico.
O primeiro mapa fisiográfico do Atlântico Norte criado pelos dois foi publicado em 1957. Junto do pintor austríaco Heinrich Berann, eles publicaram um mapa de todo o assoalho oceânico em 1977, coincidentemente também o ano da morte de Heezen. Embora Heezen tenha, por um tempo, apoiado a Teoria da expansão da Terra, devido a seu trabalho com Tharp, ele acabou apoiando a teoria da tectônica de placas e da deriva continental.
Até 1983, Marie Tharp continuou seu trabalho na Universidade de Columbia, onde comandou um serviço de distribuição de mapas em South Nyack, Nova Iorque, durante sua aposentadoria, tendo doado toda a sua coleção de mapas e anotação para a divisão cartográfica da Biblioteca do Congresso, em 1995.
Marie Tharp morreu de câncer, em Nyack, Nova Iorque, em 23 de agosto de 2006.

## Publicações selecionadas
- Tharp, Marie; Heezen, Bruce C.; Ewing, Maurice (1959). The floors of the oceans: I. The North Atlantic. 65. [S.l.]: Geological Society of America. doi:10.1130/SPE65-p1
- Heezen, B C; Bunce, Elizabeth T; Hersey, J B; Tharp, Marie (1964). «Chain and Romanche fracture zones». Deep-Sea Research and Oceanographic Abstracts. 11 (1): 11–33. Bibcode:1964DSRA...11...11H. doi:10.1016/0011-7471(64)91079-4
- Heezen, B C; Tharp, Marie (1965). «Tectonic fabric of the atlantic and indian oceans and continental drift». Philosophical Transactions of the Royal Society of London A. 258 (1088): 90–106. Bibcode:1965RSPTA.258...90H. doi:10.1098/rsta.1965.0024
- Tharp, Marie; Friedman, Gerald M (2002). «Mapping the world ocean floor». Northeastern Geology and Environmental Sciences. 24 (2): 142–149.

## Reconhecimento póstumo
Em 2001, Marie Tharp recebeu o primeiro prêmio anual Lamont-Doherty por sua contribuição à ciência e seu trabalho pioneiro na oceanografia. Em 2009, o Google Earth incluiu o mapa de Tharp nos oceanos para que as pessoas possam usar o trabalho de Tharp ao utilizar o Google Earth.
Em 2013, a escritora Hali Helt publicou uma biografia de Tharp intitulada: "Soundings: The Story of the Remarkable Woman Who Mapped the Ocean Floor". Foi citada pelo The New York Times como "um eloquente testamento tanto da importância do trabalho de Tharp como da imaginação de Felt".